# Episodi di Birdman e il Galaxy Trio
La prima stagione della serie animata Birdman e il Galaxy Trio, composta da 20 episodi, è stata trasmessa negli Stati Uniti, da NBC, dal 9 settembre 1967 al 6 settembre 1969.
In Italia è stata trasmessa dal 12 giugno 1970 su Rai 1.
| n° | Titolo originale                                   | Titolo italiano                | Prima TV USA      | Prima TV Italia |
| -- | -------------------------------------------------- | ------------------------------ | ----------------- | --------------- |
| 1  | X the Eliminator                                   | X l'eliminatore                | 9 settembre 1967  |                 |
| 1  | Revolt of the Robots                               | La rivolta dei robot           | 9 settembre 1967  |                 |
| 1  | Morto the Maurader                                 | Birdman incontra Moxo          | 9 settembre 1967  |                 |
| 2  | The Ruthless Ringmaster                            | Lo spietato direttore di circo | 16 settembre 1967 |                 |
| 2  | The Battle of the Aquatrons                        | Gli Aquatroni                  | 16 settembre 1967 |                 |
| 2  | Birdman Versus the Mummer                          | Birdman contro il Mimo         | 16 settembre 1967 |                 |
| 3  | The Quake Threat                                   |                                | 23 settembre 1967 |                 |
| 3  | The Galaxy Trio Versus the Moltens of Meteorus     |                                | 23 settembre 1967 |                 |
| 3  | Avenger for Ransom                                 |                                | 23 settembre 1967 |                 |
| 4  | Birdman Versus Cumulus, the Storm King             |                                | 30 settembre 1967 |                 |
| 4  | The Galaxy Trio and the Sleeping Planet            |                                | 30 settembre 1967 |                 |
| 4  | Serpents of the Deep                               |                                | 30 settembre 1967 |                 |
| 5  | Nitron the Human Bomb                              |                                | 7 ottobre 1967    |                 |
| 5  | The Galaxy Trio and the Peril of the Prison Planet |                                | 7 ottobre 1967    |                 |
| 5  | Mentok, the Mind Taker                             |                                | 7 ottobre 1967    |                 |
| 6  | The Purple Moss                                    |                                | 14 ottobre 1967   |                 |
| 6  | Drackmore, the Despot                              |                                | 14 ottobre 1967   |                 |
| 6  | The Deadly Trio                                    |                                | 14 ottobre 1967   |                 |
| 7  | The Brain Thief                                    |                                | 21 ottobre 1967   |                 |
| 7  | Titan, the Titanium Man                            |                                | 21 ottobre 1967   |                 |
| 7  | Birdman Versus the Constrictor                     |                                | 21 ottobre 1967   |                 |
| 8  | Number One                                         |                                | 28 ottobre 1967   |                 |
| 8  | The Duplitrons                                     |                                | 28 ottobre 1967   |                 |
| 8  | Birdman Meets Birdgirl                             |                                | 28 ottobre 1967   |                 |
| 9  | Birdman Meets Reducto                              |                                | 4 novembre 1967   |                 |
| 9  | Computron Lives                                    |                                | 4 novembre 1967   |                 |
| 9  | Vulturo, Prince of Darkness                        |                                | 4 novembre 1967   |                 |
| 10 | The Chameleon                                      |                                | 11 novembre 1967  |                 |
| 10 | The Eye of Time                                    |                                | 11 novembre 1967  |                 |
| 10 | The Incredible Magnatroid                          |                                | 11 novembre 1967  |                 |
| 11 | Hannibal the Hunter                                |                                | 18 novembre 1967  |                 |
| 11 | The Galaxy Trio and the Cavemen of Primevia        |                                | 18 novembre 1967  |                 |
| 11 | The Empress of Evil                                |                                | 18 novembre 1967  |                 |
| 12 | The Wings of F.E.A.R.                              |                                | 25 novembre 1967  |                 |
| 12 | The Demon Raiders                                  |                                | 25 novembre 1967  |                 |
| 12 | Birdman Meets Birdboy                              |                                | 25 novembre 1967  |                 |
| 13 | The Menace of Dr. Millennium                       |                                | 2 dicembre 1967   |                 |
| 13 | The Rock Men                                       |                                | 2 dicembre 1967   |                 |
| 13 | Birdman Versus Dr. Freezoid                        |                                | 2 dicembre 1967   |                 |
| 14 | The Deadly Duplicator                              |                                | 9 dicembre 1967   |                 |
| 14 | Space Fugitives                                    |                                | 9 dicembre 1967   |                 |
| 14 | Professor Nightshade                               |                                | 9 dicembre 1967   |                 |
| 15 | Train Trek                                         |                                | 16 dicembre 1967  |                 |
| 15 | Space Slaves                                       |                                | 16 dicembre 1967  |                 |
| 15 | Birdman Meets Moray of the Deep                    |                                | 16 dicembre 1967  |                 |
| 16 | Birdman and the Monster of the Mountains           |                                | 23 dicembre 1967  |                 |
| 16 | The Galaxy Trio Versus Growliath                   |                                | 23 dicembre 1967  |                 |
| 16 | The Return of Vulturo                              |                                | 23 dicembre 1967  |                 |
| 17 | The Revenge of Dr. Millennium                      |                                | 30 dicembre 1967  |                 |
| 17 | Return To Aqueous                                  |                                | 30 dicembre 1967  |                 |
| 17 | The Ant Ape                                        |                                | 30 dicembre 1967  |                 |
| 18 | Birdman Versus the Speed Demon                     |                                | 6 gennaio 1968    |                 |
| 18 | Invasion of the Sporoids                           |                                | 6 gennaio 1968    |                 |
| 18 | The Wild Weird West                                |                                | 6 gennaio 1968    |                 |
| 19 | The Pirate Plot                                    |                                | 13 gennaio 1968   |                 |
| 19 | Gralik of Gravitas                                 |                                | 13 gennaio 1968   |                 |
| 19 | Skon of Space                                      |                                | 13 gennaio 1968   |                 |
| 20 | Murro the Marauder                                 |                                | 20 gennaio 1968   |                 |
| 20 | Plastus the Pirate Planet                          |                                | 20 gennaio 1968   |                 |
| 20 | Morto Rides Again                                  |                                | 20 gennaio 1968   |                 |